# Port lotniczy Negotino
Port lotniczy Negotino – port lotniczy położony w Negotinie, w Macedonii Północnej. Obsługuje połączenia krajowe.